# Altes Gericht (Hundelshausen)
Der Wanderparkplatz Altes Gericht befindet sich an der Kreisstraße 63 zwischen Wendershausen und Hilgershausen im nordhessischen Werra-Meißner-Kreis, innerhalb des Geo-Naturparks Frau-Holle-Land. Auf diesem Platz sollen in früherer Zeit Gerichtsverhandlungen stattgefunden haben und Bekanntmachungen veröffentlicht worden sein. Bereits in der ersten Hälfte des 20. Jahrhunderts wurde die ehemalige Gerichtsstätte mit den Buchen zum Naturdenkmal erklärt. Von den ehemals vier Rotbuchen (Fagus sylvatica) steht allerdings nur noch eine.

## Lage
Der Platz liegt am nördlichen Fuß des 507 m hohen Roggenberges in der Gemarkung von Hundelshausen, einem Ortsteil der Stadt Witzenhausen. Die Stätte im Wald befindet sich im Kreuzungsbereich der historischen Wege vom Meißner nach Witzenhausen und von Hundelshausen zu der heutigen Wüstung Elkenrod. In der naturräumlichen Gliederung Deutschlands des Instituts für Landeskunde Bad Godesberg wird die Landschaft um das „Alte Gericht“ dem Gebiet zwischen dem Soodener Bergland (358.02) im Unteren Werrabergland (358) und dem Bereich der Nördlichen Meißnervorberge (357.80) innerhalb des Fulda-Werra-Berglands (357) zugeordnet. Sie gehören zu der Haupteinheitengruppe des Osthessischen Berglands.

## Geschichte

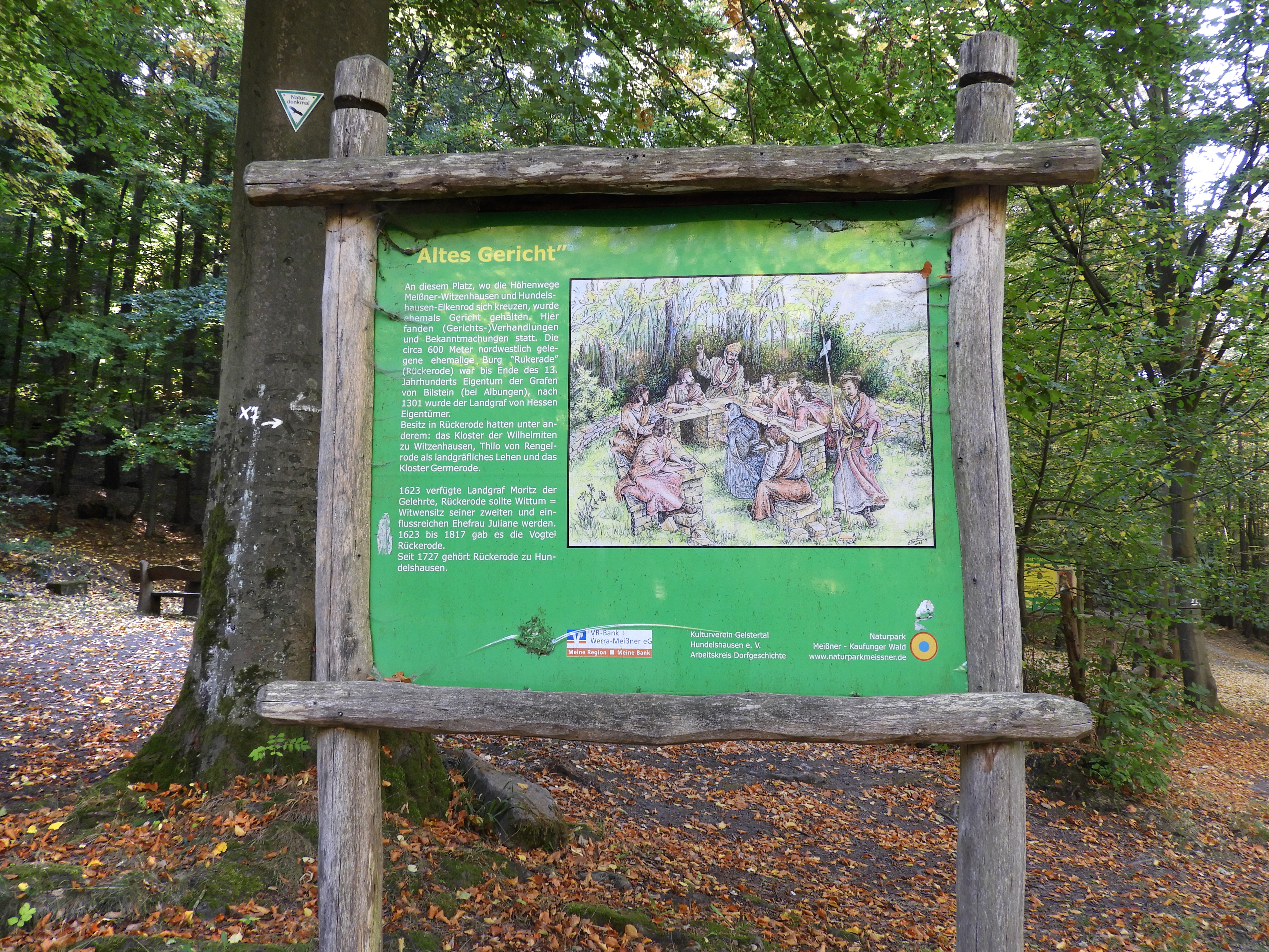
Informationstafel mit dem Gemälde einer früheren Gerichtsverhandlung von Emil Thrämer

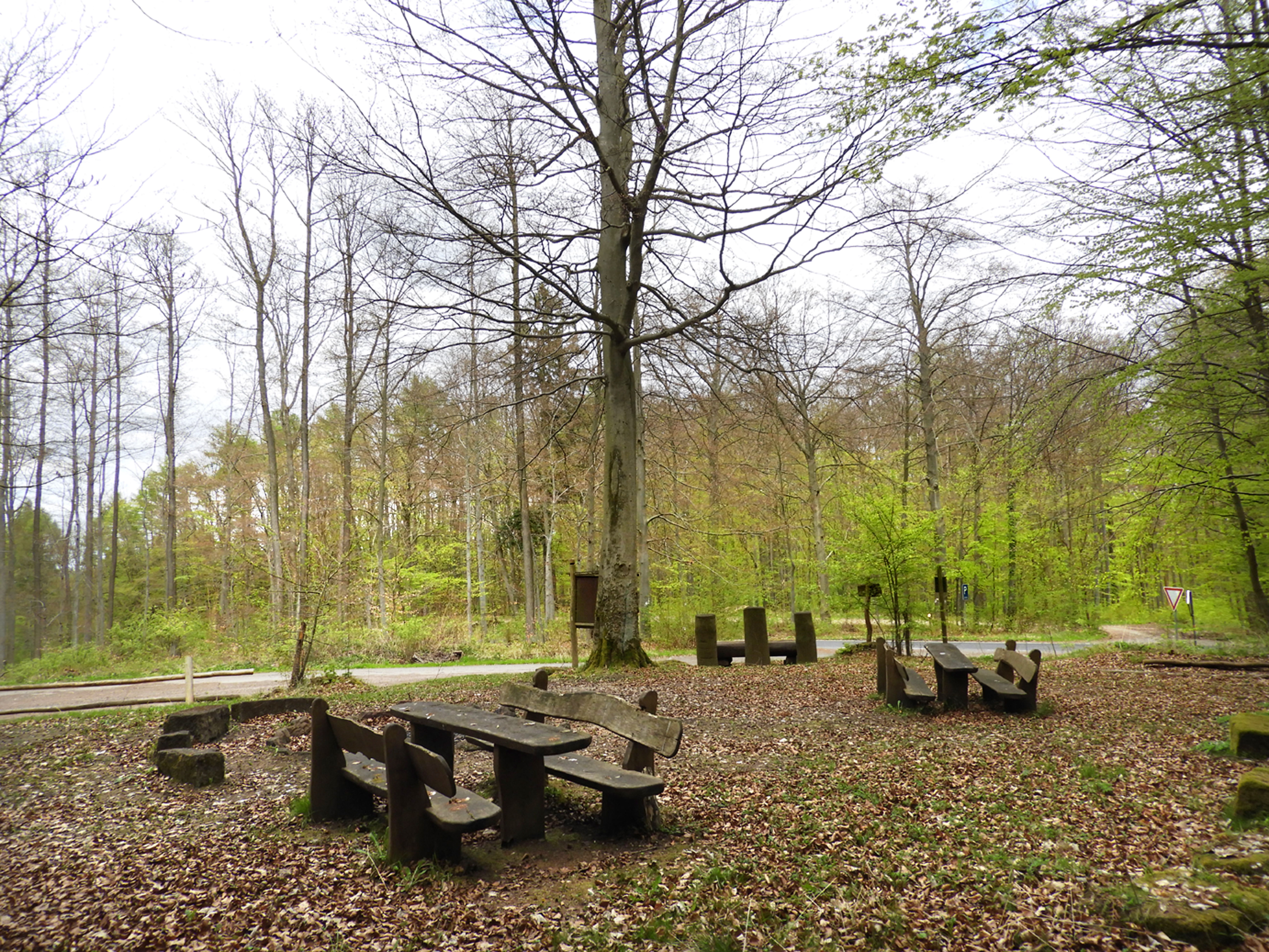
Der Tagungsort des Vogteigerichts Rückerode ist heute ein Wanderrastplatz im Kreuzungsbereich mehrerer Höhenwege

Auf der Stätte am Fuß des Roggenberges wurde ehemals Gericht gehalten. Der Platz war Tagungsort des Vogteigerichts Rückerode. Der rund 600 Meter nordwestlich gelegene Gutsbezirk Rückerode gehörte vermutlich einst zum Besitz der Grafen von Bilstein. Nach 1301 wurde der Landgraf von Hessen Eigentümer. Im Jahr 1623 übertrug Landgraf Moritz seiner zweiten Frau Juliane Rückerode als Wittum. Durch die Einsetzung eines Vogtes entstand die Bezeichnung Vogtei Rückerode, die es von 1623 bis 1817 gab. Im Jahr 1928 erfolgte die Auflösung des Gutsbezirks Rückerode und die Eingemeindung der Grundstücke nach Hundelshausen, das im Oktober 1971 im Rahmen der hessischen Gebietsreform als Ortsteil in die Stadt Witzenhausen eingegliedert wurde.
Heute ist das „Alte Gericht“ im Kreuzungsbereich mehrerer Höhenwege ein beliebter Rastplatz, der mit einer Schutzhütte, Grillgelegenheit, Sitzgruppen und einer Informationstafel ausgestattet ist. Als in den 2000er Jahren die alten Sitzbänke wegen Baufälligkeit vom Forstamt abgeräumt wurden, stieß das auf Protest der Hundelshäuser. Der „Arbeitskreis Dorfgeschichte“ des Kulturvereins Gelstertal und der Ortsbeirat von Hundelshausen setzten sich erfolgreich für den Erhalt und eine Renovierung des Platzes ein. Die erneuerte „Gerichtsstätte“ wurde im Jahr 2007 mit einer nachgestellten Gerichtsverhandlung eingeweiht.

## Schutz
Mit der 1. Nachtragsverordnung zur Sicherung von Naturdenkmalen im Kreis Witzenhausen vom 25. März 1938 ist mit Zustimmung der höheren Naturschutzbehörde der Bestand von Buchen an der alten Gerichtsstätte in das Naturdenkmalbuch des Landkreises eingetragen worden und war damit durch das Reichsnaturschutzgesetz geschützt. In der Liste der Naturdenkmale des Werra-Meißner-Kreises hat das „Alte Gericht“ die Nummer ND 636.097.